# Марковка (Тепликский район)
Ма́рковка (укр. Марківка) — село на Украине, находится в Тепликском районе Винницкой области.
Код КОАТУУ — 0523787009. Население по переписи 2001 года составляет 476 человек. Почтовый индекс — 23814. Телефонный код — 4353.
Занимает площадь 0,139 км².

## Адрес местного совета
23814, Винницкая область, Теплицкий р-н, с. Степановка, ул. Ленина, 20, тел. 2-71-43, 2-74-42